# Route nationale N1 (Vietnam)
La route nationale N1 (vietnamien : Quốc lộ N1, sigle QL.N1) est une route nationale au Viêt Nam.

## Parcours
La route nationale N1 part de son intersection avec la route nationale 14C dans la ville de Hậu Nghĩa (vi) du district de Đức Hòa dans la province de Long An. 
Puis elle traverse les localités de Đức Huệ, Thuận Bình,  Bình Hiệp, Tân Hồng, Hồng Ngự, Tân Châu, Châu Đốc, Tịnh Biên et Hà Tiên dans les provinces de Long An, Đồng Tháp, d'An Giang et de Kiên Giang.
La longueur totale de la route nationale N1 est de 235 km.